# Fotballklubben Bodø/Glimt 2016
Questa voce raccoglie le informazioni riguardanti il Fotballklubben Bodø/Glimt nelle competizioni ufficiali della stagione 2016.

## Stagione
Il 18 novembre 2015, Jan Halvor Halvorsen ha ufficializzato la propria decisione di lasciare la guida tecnica del Bodø/Glimt. Aasmund Bjørkan è stato allora scelto al suo posto. L'11 dicembre è stato ufficializzato il calendario per il campionato 2016, con il Bodø/Glimt che avrebbe cominciato la stagione nel fine settimana dell'11-13 marzo 2016, ospitando il Sogndal.
Il 1º aprile è stato sorteggiato il primo turno del Norgesmesterskapet 2016: il Bodø/Glimt avrebbe così fatto visita al Fløya. Al secondo turno, la squadra è stata sorteggiata contro il Mo. Superato anche questo ostacolo, nei turni successivi il Bodø/Glimt ha battuto Alta, Haugesund e Sarpsborg 08, prima dell'eliminazione in semifinale per mano del Rosenborg.
Al termine della 30ª ed ultima giornata di campionato, in virtù della sconfitta per 2-1 sul campo del Rosenborg e della contemporanea vittoria per 3-0 dello Stabæk sullo Start, il Bodø/Glimt è scivolato al 15º posto, retrocedendo così in 1. divisjon.

## Maglie e sponsor
Lo sponsor tecnico per la stagione 2016 è stato Diadora, mentre lo sponsor ufficiale è stato SpareBank 1. La divisa casalinga era composta da una maglietta completamente giallo ocra, con rifiniture nere. La divisa da trasferta era invece costituita da una maglietta bianca, con pantaloncini e calzettoni celeste chiaro.
| Casa | Trasferta |

## Rosa
| N. |                     | Ruolo | Calciatore           |
| -- | ------------------- | ----- | -------------------- |
| 1  | Canada (bandiera)   | P     | Simon Thomas         |
| 2  | Norvegia (bandiera) | D     | Ruben Imingen        |
| 3  | Norvegia (bandiera) | D     | Emil Jonassen        |
| 4  | Norvegia (bandiera) | D     | Martin Bjørnbak      |
| 5  | Norvegia (bandiera) | D     | Thomas Jacobsen      |
| 6  | Germania (bandiera) | D     | Sascha Mockenhaupt   |
| 6  | Norvegia (bandiera) | C     | Anders Karlsen       |
| 7  | Norvegia (bandiera) | A     | Fitim Azemi          |
| 8  | Norvegia (bandiera) | A     | Ole Jørgen Halvorsen |
| 8  | Norvegia (bandiera) | C     | Henrik Furebotn      |
| 9  | Egitto (bandiera)   | C     | Alexander Jakobsen   |
| 9  | Norvegia (bandiera) | A     | Martin Wiig          |
| 10 | Ucraina (bandiera)  | C     | Ruslan Babenko       |
| 11 | Serbia (bandiera)   | C     | Milan Jevtović       |
| 12 | Norvegia (bandiera) | P     | Jonas Kolstad        |
| 14 | Norvegia (bandiera) | D     | Ulrik Saltnes        |
| 16 | Norvegia (bandiera) | C     | Morten Konradsen     |

| N. |                     | Ruolo | Calciatore            |
| -- | ------------------- | ----- | --------------------- |
| 17 | Norvegia (bandiera) | C     | Mathias Normann       |
| 18 | Norvegia (bandiera) | D     | Brede Moe             |
| 19 | Norvegia (bandiera) | A     | Joachim Osvold        |
| 21 | Norvegia (bandiera) | D     | Daniel Edvardsen      |
| 22 | Russia (bandiera)   | A     | Vadim Manzon          |
| 22 | Norvegia (bandiera) | D     | Martin Pedersen       |
| 23 | Ucraina (bandiera)  | P     | Serhij Pohorhilyj     |
| 24 | Norvegia (bandiera) | D     | Fredrik André Bjørkan |
| 25 | Islanda (bandiera)  | P     | Hannes Halldórsson    |
| 27 | Norvegia (bandiera) | C     | Patrick Berg          |
| 28 | Norvegia (bandiera) | C     | William Arne Hanssen  |
| 29 | Norvegia (bandiera) | D     | Vebjørn Vinje         |
| 30 | Norvegia (bandiera) | A     | Trond Olsen           |
| 31 | Norvegia (bandiera) | A     | Jens Petter Hauge     |
| 32 | Norvegia (bandiera) | C     | Matias Skindlo        |
| 33 | Norvegia (bandiera) | C     | Sidad Najah Chooly    |
| 34 | Norvegia (bandiera) | C     | Tobias Johnsen        |

## Calciomercato

### Sessione invernale(dal 01/01 al 31/03)
| Arrivi           | Arrivi             | Arrivi   | Arrivi        |
| R.               | Nome               | da       | Modalità      |
| ---------------- | ------------------ | -------- | ------------- |
| P                | Hannes Halldórsson | N.E.C.   | prestito      |
| P                | Simon Thomas       |          | svincolato    |
| D                | Martin Bjørnbak    |          | svincolato    |
| D                | Emil Jonassen      |          | svincolato    |
| D                | Martin Pedersen    | Finnsnes | fine prestito |
| C                | Ruslan Babenko     |          | svincolato    |
| C                | Milan Jevtović     | LASK     | prestito      |
| C                | Mathias Normann    | Alta     | fine prestito |
| A                | Martin Wiig        |          | svincolato    |
| Altre operazioni |                    |          |               |
| R.               | Nome               | da       | Modalità      |
| C                | Ulrik Berglann     | Strømmen | fine prestito |

| Partenze | Partenze          | Partenze           | Partenze      |
| R.       | Nome              | a                  | Modalità      |
| -------- | ----------------- | ------------------ | ------------- |
| D        | Kristian Brix     |                    | svincolato    |
| D        | Vieux Sané        |                    | svincolato    |
| D        | Vebjørn Vinje     | Mo                 | prestito      |
| C        | Ulrik Berglann    | Jerv               | definitivo    |
| C        | Danny Cruz        | Philadelphia Union | fine prestito |
| C        | Erik Tønne        |                    | svincolato    |
| A        | Jim Johansen      |                    | svincolato    |
| A        | Alexander Sørloth | Rosenborg          | fine prestito |

### Tra le due sessioni
| Arrivi | Arrivi | Arrivi | Arrivi   |
| R.     | Nome   | da     | Modalità |
| ------ | ------ | ------ | -------- |

| Partenze | Partenze           | Partenze | Partenze      |
| R.       | Nome               | a        | Modalità      |
| -------- | ------------------ | -------- | ------------- |
| P        | Hannes Halldórsson | N.E.C.   | fine prestito |
| C        | Anders Karlsen     |          | ritiro        |

### Sessione estiva(dal 21/07 al 17/08)
| Arrivi | Arrivi               | Arrivi         | Arrivi        |
| R.     | Nome                 | da             | Modalità      |
| ------ | -------------------- | -------------- | ------------- |
| P      | Serhij Pohorhilyj    |                | svincolato    |
| D      | Sascha Mockenhaupt   | Kaiserslautern | prestito      |
| D      | Vebjørn Vinje        | Mo             | fine prestito |
| C      | Alexander Jakobsen   |                | svincolato    |
| A      | Ole Jørgen Halvorsen | Odd            | prestito      |
| A      | Vadim Manzon         | Karlsruhe      | prestito      |
| A      | Joachim Osvold       |                | svincolato    |

| Partenze | Partenze        | Partenze  | Partenze      |
| R.       | Nome            | a         | Modalità      |
| -------- | --------------- | --------- | ------------- |
| C        | Henrik Furebotn | Sogndal   | definitivo    |
| C        | Milan Jevtović  | LASK      | fine prestito |
| A        | Martin Wiig     | KFUM Oslo | definitivo    |

## Risultati

### Eliteserien

#### Girone di andata
| Arbitro: | Hafsås (Trondheim) |

|                           |           |  |
| Jonassen 42’ Jevtović 86’ | Marcatori |  |

| Arbitro: | Lundby (Bøverbru) |

|            |           |              |
| Martin 82’ | Marcatori | 12’ Jevtović |

| Arbitro: | Skjerven (Kaupanger) |

|                                     |           |                |
| Azemi 32’ Jevtović 64’ Bjørnbak 72’ | Marcatori | 86’ Omoijuanfo |

| Arbitro: | Hobber Nilsen (Oslo) |

|          |           |  |
| Orlov 9’ | Marcatori |  |

| Arbitro: | Hansen (Feda) |

|             |           |                   |
| Furebotn 1’ | Marcatori | 47’ Amang 52’ Flo |

| Arbitro: | Kjensli (Oslo) |

|                                 |           |                                               |
| Olsen 19’ Azemi 45’, 59’ (rig.) | Marcatori | 12’, 21’ Agdestein 77’ (rig.) Kiss 90’ Stølås |

| Arbitro: | Edvartsen (Hamar) |

|                                 |           |  |
| Pedersen 2’ (rig.) Kastrati 76’ | Marcatori |  |

| Arbitro: | Steen (Bergen) |

|  |           |                           |
|  | Marcatori | 7’ Thomassen 69’ Ernemann |

| Arbitro: | Moen (Haugesund) |

|                 |           |              |
| Occéan 39’, 79’ | Marcatori | 72’ Jevtović |

| Bodø 11 maggio 2016, ore 19:00 10ª giornata | Bodø/Glimt           | 0 – 0 referto | Vålerenga | Aspmyra Stadion (2.898 spett.)\| Arbitro: \| Skjerven (Kaupanger) \| |
| Arbitro:                                    | Skjerven (Kaupanger) |               |           |                                                                      |

| Arbitro: | Døvle (Larvik) |

|                 |           |                   |
| Lehne Olsen 74’ | Marcatori | 64’, 77’ Jevtović |

| Arbitro: | Eskås (Oslo) |

|  |           |           |
|  | Marcatori | 8’ O. Lie |

| Arbitro: | Johnsen (Tønsberg) |

|                            |           |  |
| Sverrisson 4’ Kronberg 20’ | Marcatori |  |

| Bodø 2 luglio 2016, ore 18:00 14ª giornata | Bodø/Glimt     | 0 – 0 referto | Rosenborg | Aspmyra Stadion (3.325 spett.)\| Arbitro: \| Døvle (Larvik) \| |
| Arbitro:                                   | Døvle (Larvik) |               |           |                                                                |

| Arbitro: | Lundby (Bøverbru) |

|             |           |                                            |
| Nwakali 57’ | Marcatori | 32’ Olsen 67’ Furebotn 90’ Azemi 90’ Hauge |

#### Girone di ritorno
| Arbitro: | Hagen (Grue) |

|                     |           |          |
| Olsen 36’ Azemi 65’ | Marcatori | 28’ Ruud |

| Arbitro: | Hafsås (Trondheim) |

|                      |           |                |
| Opseth 74’ Sveen 85’ | Marcatori | 19’, 61’ Olsen |

| Arbitro: | Eskås (Oslo) |

|  |           |                                            |
|  | Marcatori | 35’ Espejord 80’ Sigurðarson 90’ Gundersen |

| Arbitro: | Hobber Nilsen (Oslo) |

|                                               |           |                    |
| Aursnes 8’ Brustad 11’ S. Svendsen 51’ (rig.) | Marcatori | 13’ Berg 66’ Olsen |

| Arbitro: | Hansen (Feda) |

|           |           |           |
| Azemi 71’ | Marcatori | 48’ Ofkir |

| Arbitro: | Skjerven (Kaupanger) |

|              |           |           |
| Juklerød 65’ | Marcatori | 43’ Azemi |

| Arbitro: | Lundby (Bøverbru) |

|                         |           |  |
| Azemi 60’ Halvorsen 63’ | Marcatori |  |

| Arbitro: | Hafsås (Trondheim) |

|           |           |                          |
| Heintz 6’ | Marcatori | 33’ Halvorsen 88’ Manzon |

| Arbitro: | Eskås (Oslo) |

|           |           |                           |
| Azemi 18’ | Marcatori | 13’, 55’ Barmen 48’ Orlov |

| Arbitro: | Døvle (Larvik) |

|                  |           |  |
| Hanche-Olsen 62’ | Marcatori |  |

| Arbitro: | Hagen (Grue) |

|                                                             |           |                  |
| Halvorsen 54’ (rig.) Azemi 58’ Bjørnbak 76’ Mockenhaupt 82’ | Marcatori | 34’, 48’ Høiland |

| Arbitro: | Edvartsen (Hamar) |

|                    |           |  |
| Saltnes 63’ (aut.) | Marcatori |  |

| Arbitro: | Hobber Nilsen (Oslo) |

|                           |           |               |
| Troost-Ekong 35’ Kiss 56’ | Marcatori | 45’ Halvorsen |

| Arbitro: | Døvle (Larvik) |

|  |           |                               |
|  | Marcatori | 39’ Sale 79’ (rig.) Danielsen |

| Arbitro: | Skjerven (Kaupanger) |

|                            |           |           |
| Bakenga 34’ Eyjólfsson 60’ | Marcatori | 69’ Azemi |

### Norgesmesterskapet
| Arbitro: | Bråten Johannessen |

|  |           |                                             |
|  | Marcatori | 32’, 90’ Wiig 55’ Azemi 71’, 82’, 85’ Hauge |

| Arbitro: | Isaksen |

|  |           |                                                       |
|  | Marcatori | 8’, 66’ Normann 22’, 82’ Jevtović 55’ Olsen 75’ Hauge |

| Arbitro: | Gjermshus (Oslo) |

|                            |           |                                       |
| Killingberg Nikolaisen 32’ | Marcatori | 14’ Azemi 30’, 87’ Olsen 72’ Furebotn |

| Arbitro: | Hobber Nilsen (Oslo) |

|                                                                 |                      |                                                                      |
| Normann 48’ Azemi 84’ Furebotn 101’                             | Marcatori            | 81’, 99’ Mæland 88’ Agdestein                                        |
| Babenko Jevtović Bjørnbak Saltnes Olsen Hauge Furebotn Jacobsen | Tiri di rigore 7 – 6 | Kiss Agdestein Mæland Tronstad Hajradinović Stølås Skjerve Bjørkkjær |

| Arbitro: | Lundby (Bøverbru) |

|                                    |           |  |
| Manzon 5’, 43’ Berg 77’ Osvold 90’ | Marcatori |  |

| Arbitro: | Moen (Haugesund) |

|                          |           |  |
| Midtsjø 22’ Skjelvik 90’ | Marcatori |  |

## Statistiche

### Statistiche di squadra
| Competizione       | Punti | In casa | In casa | In casa | In casa | In casa | In casa | In trasferta | In trasferta | In trasferta | In trasferta | In trasferta | In trasferta | Totale | Totale | Totale | Totale | Totale | Totale | DR  |
| Competizione       | Punti | G       | V       | N       | P       | Gf      | Gs      | G            | V            | N            | P            | Gf           | Gs           | G      | V      | N      | P      | Gf     | Gs     | DR  |
| ------------------ | ----- | ------- | ------- | ------- | ------- | ------- | ------- | ------------ | ------------ | ------------ | ------------ | ------------ | ------------ | ------ | ------ | ------ | ------ | ------ | ------ | --- |
| Eliteserien        | 30    | 15      | 5       | 3       | 7       | 19      | 22      | 15           | 3            | 3            | 9            | 17           | 23           | 30     | 8      | 6      | 16     | 36     | 45     | -9  |
| Norgesmesterskapet | -     | 2       | 1       | 1       | 0       | 7       | 3       | 4            | 3            | 0            | 1            | 16           | 3            | 6      | 4      | 1      | 1      | 23     | 6      | +17 |
| Totale             | -     | 17      | 6       | 4       | 7       | 26      | 25      | 19           | 6            | 3            | 10           | 33           | 26           | 36     | 12     | 7      | 17     | 59     | 51     | +8  |

### Andamento in campionato
| Giornata  | 1 | 2 | 3 | 4 | 5 | 6 | 7  | 8  | 9  | 10 | 11 | 12 | 13 | 14 | 15 | 16 | 17 | 18 | 19 | 20 | 21 | 22 | 23 | 24 | 25 | 26 | 27 | 28 | 29 | 30 |
| --------- | - | - | - | - | - | - | -- | -- | -- | -- | -- | -- | -- | -- | -- | -- | -- | -- | -- | -- | -- | -- | -- | -- | -- | -- | -- | -- | -- | -- |
| Luogo     | C | T | C | T | C | C | T  | C  | T  | C  | T  | C  | T  | C  | T  | C  | T  | C  | T  | C  | T  | C  | T  | C  | T  | C  | T  | T  | C  | T  |
| Risultato | V | N | V | P | P | P | P  | P  | P  | N  | V  | P  | P  | N  | V  | V  | N  | P  | P  | N  | N  | V  | V  | P  | P  | V  | P  | P  | P  | P  |
| Posizione | 1 | 2 | 1 | 5 | 6 | 9 | 11 | 13 | 14 | 13 | 11 | 13 | 14 | 13 | 12 | 10 | 11 | 12 | 13 | 13 | 13 | 11 | 11 | 12 | 14 | 12 | 12 | 13 | 14 | 15 |

Fonte:  Tippeligaen 2016, su altomfotball.no, Altomfotball.
Legenda:

Luogo: C = Casa; T = Trasferta. Risultato: V = Vittoria; N = Pareggio; P = Sconfitta.

### Statistiche dei giocatori
| Giocatore      | Eliteserien | Eliteserien | Eliteserien | Eliteserien | Norgesmesterskapet | Norgesmesterskapet | Norgesmesterskapet | Norgesmesterskapet | Coppe europee | Coppe europee | Coppe europee | Coppe europee | Altre coppe | Altre coppe | Altre coppe | Altre coppe | Totale   | Totale | Totale      | Totale     |
| Giocatore      | Presenze    | Reti        | Ammonizioni | Espulsioni  | Presenze           | Reti               | Ammonizioni        | Espulsioni         | Presenze      | Reti          | Ammonizioni   | Espulsioni    | Presenze    | Reti        | Ammonizioni | Espulsioni  | Presenze | Reti   | Ammonizioni | Espulsioni |
| -------------- | ----------- | ----------- | ----------- | ----------- | ------------------ | ------------------ | ------------------ | ------------------ | ------------- | ------------- | ------------- | ------------- | ----------- | ----------- | ----------- | ----------- | -------- | ------ | ----------- | ---------- |
| F. Azemi       | 29          | 11          | 0           | 0           | 6                  | 3                  | 2                  | 0                  |               |               |               |               |             |             |             |             | 35       | 14     | 2           | 0          |
| R. Babenko     | 19          | 0           | 4           | 0           | 4                  | 0                  | 0                  | 0                  |               |               |               |               |             |             |             |             | 23       | 0      | 4           | 0          |
| P. Berg        | 18          | 1           | 1           | 0           | 4                  | 1                  | 1                  | 0                  |               |               |               |               |             |             |             |             | 22       | 2      | 2           | 0          |
| F. Bjørkan     | 9           | 0           | 0           | 0           | 3                  | 0                  | 0                  | 0                  |               |               |               |               |             |             |             |             | 12       | 0      | 0           | 0          |
| M. Bjørnbak    | 30          | 2           | 2           | 0           | 5                  | 0                  | 0                  | 0                  |               |               |               |               |             |             |             |             | 35       | 2      | 2           | 0          |
| S. Chooly      | 0           | 0           | 0           | 0           | 0                  | 0                  | 0                  | 0                  |               |               |               |               |             |             |             |             | 0        | 0      | 0           | 0          |
| D. Edvardsen   | 21          | 0           | 3           | 0           | 3                  | 0                  | 2                  | 0                  |               |               |               |               |             |             |             |             | 24       | 0      | 5           | 0          |
| H. Furebotn    | 16          | 2           | 0           | 0           | 3                  | 2                  | 1                  | 0                  |               |               |               |               |             |             |             |             | 19       | 4      | 1           | 0          |
| H. Halldórsson | 14          | -19         | 0           | 0           | 2                  | -4                 | 0                  | 0                  |               |               |               |               |             |             |             |             | 16       | -23    | 0           | 0          |
| O. Halvorsen   | 10          | 4           | 2           | 0           | 2                  | 0                  | 0                  | 0                  |               |               |               |               |             |             |             |             | 12       | 4      | 2           | 0          |
| J. Hauge       | 20          | 1           | 2           | 0           | 4                  | 4                  | 0                  | 0                  |               |               |               |               |             |             |             |             | 24       | 5      | 2           | 0          |
| R. Imingen     | 0           | 0           | 0           | 0           | 0                  | 0                  | 0                  | 0                  |               |               |               |               |             |             |             |             | 0        | 0      | 0           | 0          |
| T. Jacobsen    | 28          | 0           | 3           | 0           | 5                  | 0                  | 1                  | 0                  |               |               |               |               |             |             |             |             | 33       | 0      | 4           | 0          |
| A. Jakobsen    | 10          | 0           | 2           | 0           | 2                  | 0                  | 0                  | 0                  |               |               |               |               |             |             |             |             | 12       | 0      | 2           | 0          |
| M. Jevtović    | 20          | 6           | 1           | 0           | 3                  | 2                  | 0                  | 0                  |               |               |               |               |             |             |             |             | 23       | 8      | 1           | 0          |
| T. Johnsen     | 0           | 0           | 0           | 0           | 0                  | 0                  | 0                  | 0                  |               |               |               |               |             |             |             |             | 0        | 0      | 0           | 0          |
| E. Jonassen    | 22          | 1           | 2           | 0           | 4                  | 0                  | 0                  | 0                  |               |               |               |               |             |             |             |             | 26       | 1      | 2           | 0          |
| A. Karlsen     | 9           | 0           | 0           | 0           | 2                  | 0                  | 0                  | 0                  |               |               |               |               |             |             |             |             | 11       | 0      | 0           | 0          |
| J. Kolstad     | 0           | -0          | 0           | 0           | 0                  | -0                 | 0                  | 0                  |               |               |               |               |             |             |             |             | 0        | 0      | 0           | 0          |
| M. Konradsen   | 12          | 0           | 2           | 0           | 1                  | 0                  | 0                  | 0                  |               |               |               |               |             |             |             |             | 13       | 0      | 2           | 0          |
| V. Manzon      | 10          | 1           | 3           | 0           | 2                  | 2                  | 0                  | 0                  |               |               |               |               |             |             |             |             | 12       | 3      | 3           | 0          |
| S. Mockenhaupt | 10          | 1           | 2           | 0           | 2                  | 0                  | 0                  | 0                  |               |               |               |               |             |             |             |             | 12       | 1      | 2           | 0          |
| B. Moe         | 17          | 0           | 3           | 0           | 2                  | 0                  | 0                  | 0                  |               |               |               |               |             |             |             |             | 19       | 0      | 3           | 0          |
| M. Normann     | 27          | 0           | 7           | 0           | 6                  | 3                  | 0                  | 0                  |               |               |               |               |             |             |             |             | 33       | 3      | 7           | 0          |
| T. Olsen       | 30          | 6           | 2           | 0           | 6                  | 3                  | 0                  | 0                  |               |               |               |               |             |             |             |             | 36       | 9      | 2           | 0          |
| J. Osvold      | 1           | 0           | 0           | 0           | 1                  | 1                  | 0                  | 0                  |               |               |               |               |             |             |             |             | 2        | 1      | 0           | 0          |
| M. Pedersen    | 0           | 0           | 0           | 0           | 1                  | 0                  | 0                  | 0                  |               |               |               |               |             |             |             |             | 1        | 0      | 0           | 0          |
| S. Pohorhilyj  | 7           | -13         | 1           | 0           | 0                  | -0                 | 0                  | 0                  |               |               |               |               |             |             |             |             | 7        | -13    | 1           | 0          |
| U. Saltnes     | 12          | 0           | 1           | 0           | 4                  | 0                  | 0                  | 0                  |               |               |               |               |             |             |             |             | 16       | 0      | 1           | 0          |
| M. Skindlo     | 0           | 0           | 0           | 0           | 0                  | 0                  | 0                  | 0                  |               |               |               |               |             |             |             |             | 0        | 0      | 0           | 0          |
| S. Thomas      | 9           | -13         | 0           | 0           | 4                  | -2                 | 0                  | 0                  |               |               |               |               |             |             |             |             | 13       | -15    | 0           | 0          |
| V. Vinje       | 0           | 0           | 0           | 0           | 1                  | 0                  | 0                  | 0                  |               |               |               |               |             |             |             |             | 1        | 0      | 0           | 0          |
| M. Wiig        | 7           | 0           | 0           | 0           | 1                  | 0                  | 0                  | 0                  |               |               |               |               |             |             |             |             | 8        | 0      | 0           | 0          |